# گلوریوسا (سرده)
گلوریوسا یا شعلهٔ زنبق نام یک سرده از گیاهان است که در آفریقا و آسیا انتشار دارد. این سرده دارای ۵ تا ۶ گونه می‌باشد.
یکی از گونه‌های این نوع گیاه به نام گلوریوسا سوپربا G. superba، گل ملی کشور زیمبابوه است.